# Max Escalon de Fonton
Max Escalon de Fonton, né le 7 février 1920 à Marseille, et mort le 26 juillet 2013 à Nans-les-Pins (Var), est un préhistorien, archéologue et écrivain scientifique français.

## Biographie
Max Escalon de Fonton est né dans une famille catholique de Marseille le 5 février 1920. Son père, Robert Escalon de Fonton, est comptable, et sa mère, Gabrielle Astruc, n'exerce pas de profession. Il fait ses études dans sa ville natale.
Ses parents possédaient une maison à Collet-Redon à La Couronne, sur la commune de Martigues, et Max Escalon de Fonton aimait se promener sur le littoral. Intrigué par un monticule dont la ligne n'épousait pas naturellement le relief du terrain, il décide de fouiller et découvre un mur (Gisement du Collet Redon). Il pense être tombé sur des ruines gauloises, très nombreuses dans la région, et décide d'approfondir ses recherches. La Seconde Guerre mondiale interrompt ses projets. À la fin de la guerre, il reprend ses recherches avec des amis et un matériel conséquent. Il constate que les poteries qu'il découvre datent du Néolithique (environ 3 000 ou 2 500 ans av. J.-C.).
Le 15 mars 1944, à Marseille, il épouse Émilie Corazza, née dans cette ville le 7 février 1920, et exerçant la profession de secrétaire dans les services de santé.

## Découvertes et travaux
En 1936, Max Escalon de Fonton découvre le site néolithique de Collet-Redon, à La Couronne sur la commune de Martigues, dans les Bouches-du-Rhône, qu'il ne fouillera qu'en 1947 et qui donnera son nom au Couronnien (3 000–2 500 ans av. J.-C.). Il découvre également une nécropole sous tumulus. Il travaille aussi sur les carrières à fleur d'eau de la Beaumaderie à La Couronne, et à la pointe de Baou Tailla à Carro, sites sur Martigues. En 1949, il publie un article remarquable sur « les grottes de Riaux, massif de la Nerthe Marseille».
En 1951, ses recherches à l'abri sous roche de Châteauneuf-les-Martigues, dit Le Grand-Abri de la Font-aux-Pigeons, près de l'étang de Berre (Bouches-du-Rhône), lui permettent de définir le Castelnovien : un faciès culturel du Mésolithique provençal qui serait pour partie issu du Montadien. Le Castelnovien se situe au VIe millénaire av. J.-C., dans la phase climatique du Boréal. Cette phase marque la transition entre le mode de vie mésolithique (chasseur-cueilleur) et le mode de vie néolithique (agriculteur-éleveur). Les fouilles se poursuivront en 1970 avec l'archéologue Jean Courtin.
En 1953, il publie, avec Eugène Bonifay, le résultat de leurs recherches à la grotte du Baou à Cuges-les-Pins dans le Bulletin du Musée d'histoire naturelle de Marseille.
Escalon de Fonton avait pressenti en 1958 que certaines industries étaient plus ou moins spécialisées que d'autres, et comme il le disait des Montadiens : « Toujours très denticulé, avec de l'outillage restreint, dépouillé de formes évoluées et spécialisées, mais avaient parfois de très beaux burins ou autres outils ».
Le plateau de Belcodène a été occupé dès la Préhistoire. C'est dans la grotte du Tonneau, sur la commune de la Bouilladisse, qu'Escalon de Fonton reprend en 1953 les fouilles commencées en 1895 par Isidore Fontanava et Nicomède Long, deux mineurs à la Bouilladisse, d'après Henri de Gérin-Ricard en 1899, et découvre sous des déblais les dépôts quaternaires avec l'industrie moustérienne. Les travaux seront poursuivis par Henry de Lumley en 1959.
À la suite de ses recherches effectuées à la grotte de la Salpêtrière (située près du Pont du Gard), Escalon de Fonton définit en 1964 le Salpêtrien, groupe particulier de la fin du Solutréen supérieur, qui se développe en Languedoc autour de 19 000 av. J.-C. La définition de cette entité culturelle repose sur l'absence de la retouche plate solutréenne et la focalisation de la production sur la pointe à cran à retouche abrupte de type méditerranéen.
Il est le premier en France à franchir le pas décisif qui permet de venir à une notion moderne de culture ; il crée le Montadien (1951-1955), le Castelnovien(1957-1966), et distingue dans le Midi plusieurs Sauveterriens différents (1966) qu'il ne reste plus qu'à dénommer (Montclusien, Jean-Georges Rozoy).
Passionné par les religions, la généalogie et l'héraldique, il publie au cours des années 1980 plusieurs articles dans la revue Connaissance des Religions. En 1988, il écrit un article sur la tradition des Vierges noires, affirmant qu'elles sont le symbole central de sacerdoce celtique et qu'il fut ensuite christianisé. Il réfute le rattachement de celles-ci aux cultes gréco-romain de Cybèle et Cérès, ces divinités étant, selon lui, naturalistes.

## Exposition
- de mai à septembre 1974 : Hommes de la préhistoires, au musée Borély à Marseille.

## Fonctions
- directeur de la circonscription des Antiquités préhistoriques de Montpellier en 1963 ;
- directeur de recherches au C.N.R.S ;
- directeur des Antiquités préhistoriques de la circonscription de Provence-Côte d'Azur en 1973 ;
- directeur honoraire des Antiquités préhistoriques.